# سان کامیونیتیز
سان کامیونیتیز (انگلیسی: Sun Communities) شرکت املاک آمریکایی است، که در سال ۱۹۷۵ تأسیس شد.